# Cristian Imhoff
Cristian Imhoff (ur. 14 stycznia 1986) – argentyński siatkarz, grający na pozycji atakującego. 
Jego młodszy brat Facundo, również jest siatkarzem.

## Sukcesy klubowe
Mistrzostwo Argentyny:
- 2007
- 2006, 2018

Puchar ACLAV:
- 2006

Klubowe Mistrzostwa Ameryki Południowej:
- 2018

Mistrzostwo Wysp Owczych:
- 2021